# La nebbia
La nebbia è un romanzo breve dell'orrore/fantascientifico dello scrittore statunitense Stephen King, occupa le prime 133 pagine del libro, ed è la novella pilota della raccolta Scheletri del 1985. Venne tradotto per la prima volta in italiano nel 1989.

## Trama
Ambientato nella cittadina di Bridgton, nel Maine, dove improvvisamente arriva una fitta nebbia che avvolge completamente il paese, incluso il supermercato, uno dei luoghi principali in cui si svolge la vicenda. Nella piccola città iniziano ad accadere cose strane: creature bizzarre e pericolose si aggirano tra la nebbia, imprigionando e facendo scomparire alcuni degli abitanti. Il supermercato, che inizialmente appare come l'unico luogo di salvezza, si rivela poi una pericolosa prigione. Le persone che hanno cercato riparo lì, infatti, non sono minacciate soltanto dalle misteriose creature nascoste nella nebbia, ma anche dalla follia che il terrore claustrofobico fa nascere tra i rifugiati.

## Opere derivate
Nel 2007 dal romanzo è stato tratto il film The Mist, diretto da Frank Darabont, con Thomas Jane nel ruolo del protagonista.
Il 16 settembre 2015 è stato annunciato un adattamento a serie TV, per la sceneggiatura di Christian Torpe. La serie TV (tuttavia incompleta) intitolata come il libro La nebbia, composta da 10 episodi, viene mandata in onda dal 22 giugno 2017 sul canale statunitense Spike.